# Église Saint-Martin de Veules-les-Roses
L'église de Veules-les-Roses est placée sous le vocable de saint Martin.

## Histoire
Nommée en 1026 dans la charte octroyée par Richard II de Normandie à l'abbaye de Fécamp, il ne reste plus rien de l'édifice de cette époque.
L'église fut reconstruite au XIIIe siècle, et disparut à nouveau, à l'exception de la tour, pendant la guerre de Cent Ans.
L'église actuelle a été reconstruite entre 1520 et 1612. La sacristie a été ajoutée au XIXe siècle, sur le côté nord de la chapelle de la Vierge. Elle est à trois nefs adossées au clocher.
L'église fait l’objet d’un classement au titre des monuments historiques depuis le 27 décembre 1996.

## Mobilier

### Statues
- Quelques intéressantes statues s'y trouvent, par exemple :
  - Saint Martin, bois polychrome du XVIe siècle
  - Une Vierge à l'Enfant, dite Notre-Dame des Neiges, en pierre polychrome du XVIIIe siècle
  - Une Mise au tombeau en pierre du début du XVIIe siècle

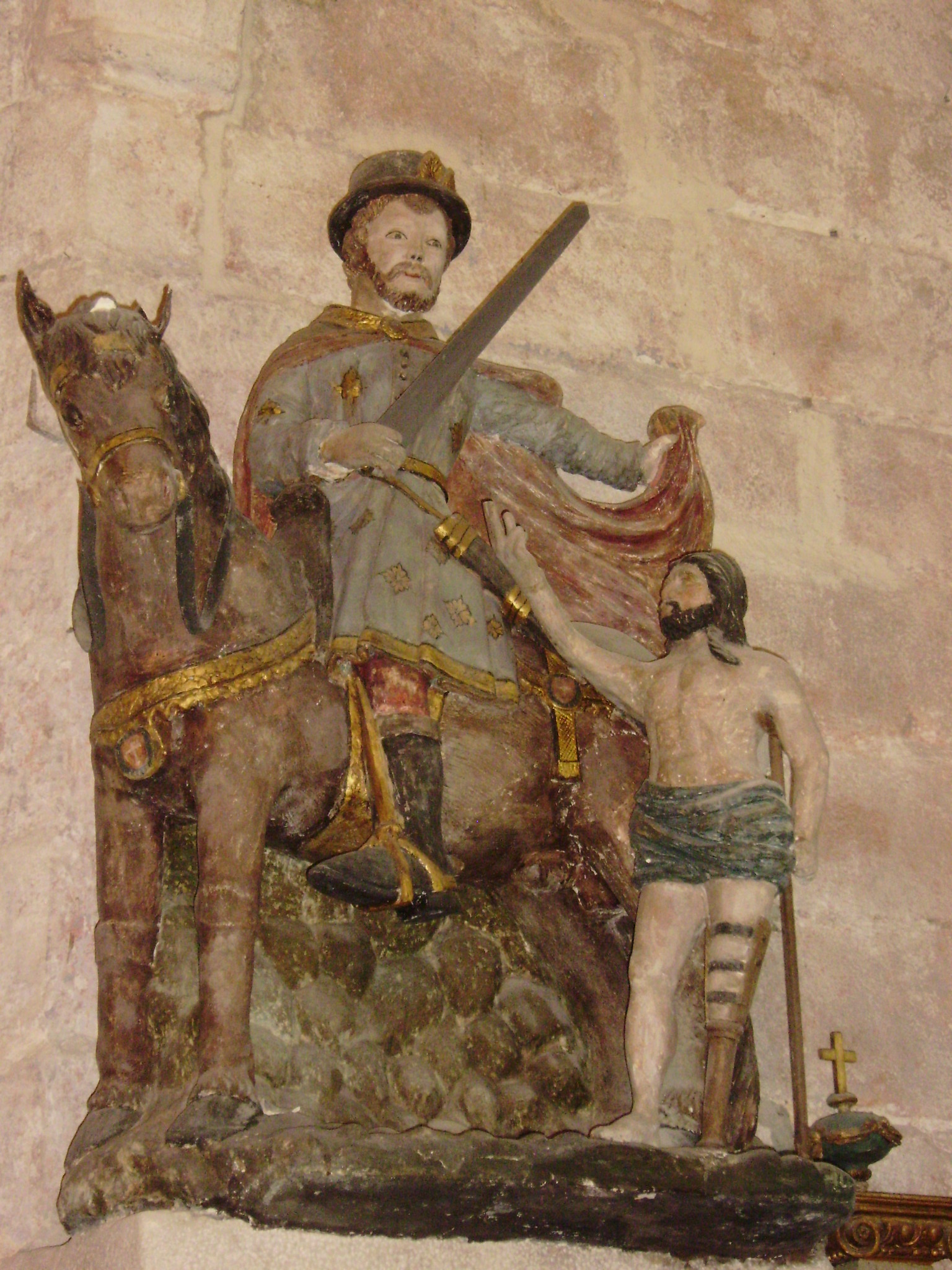
Saint Martin.
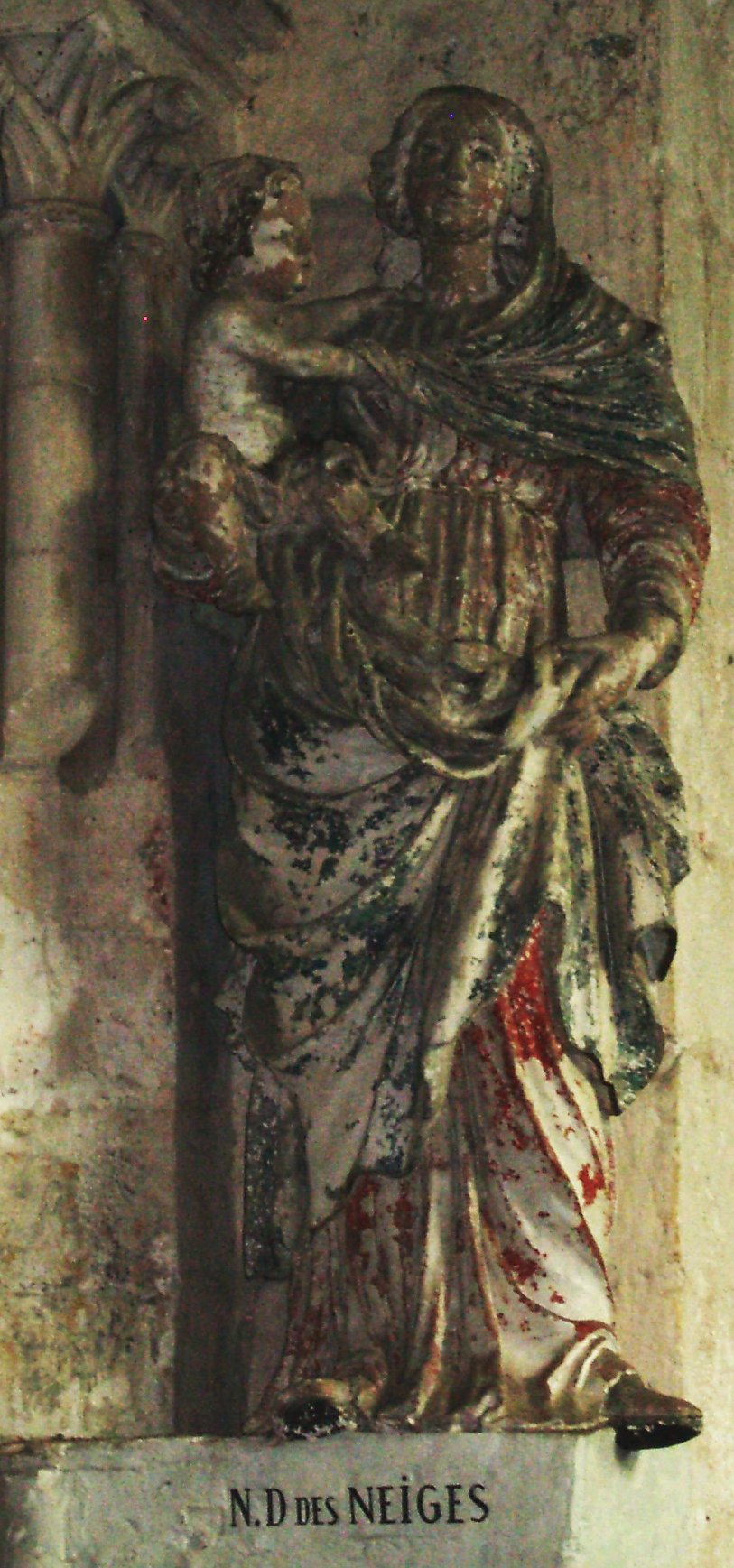
Notre-Dame des Neiges.

### Les stations du chemin de croix

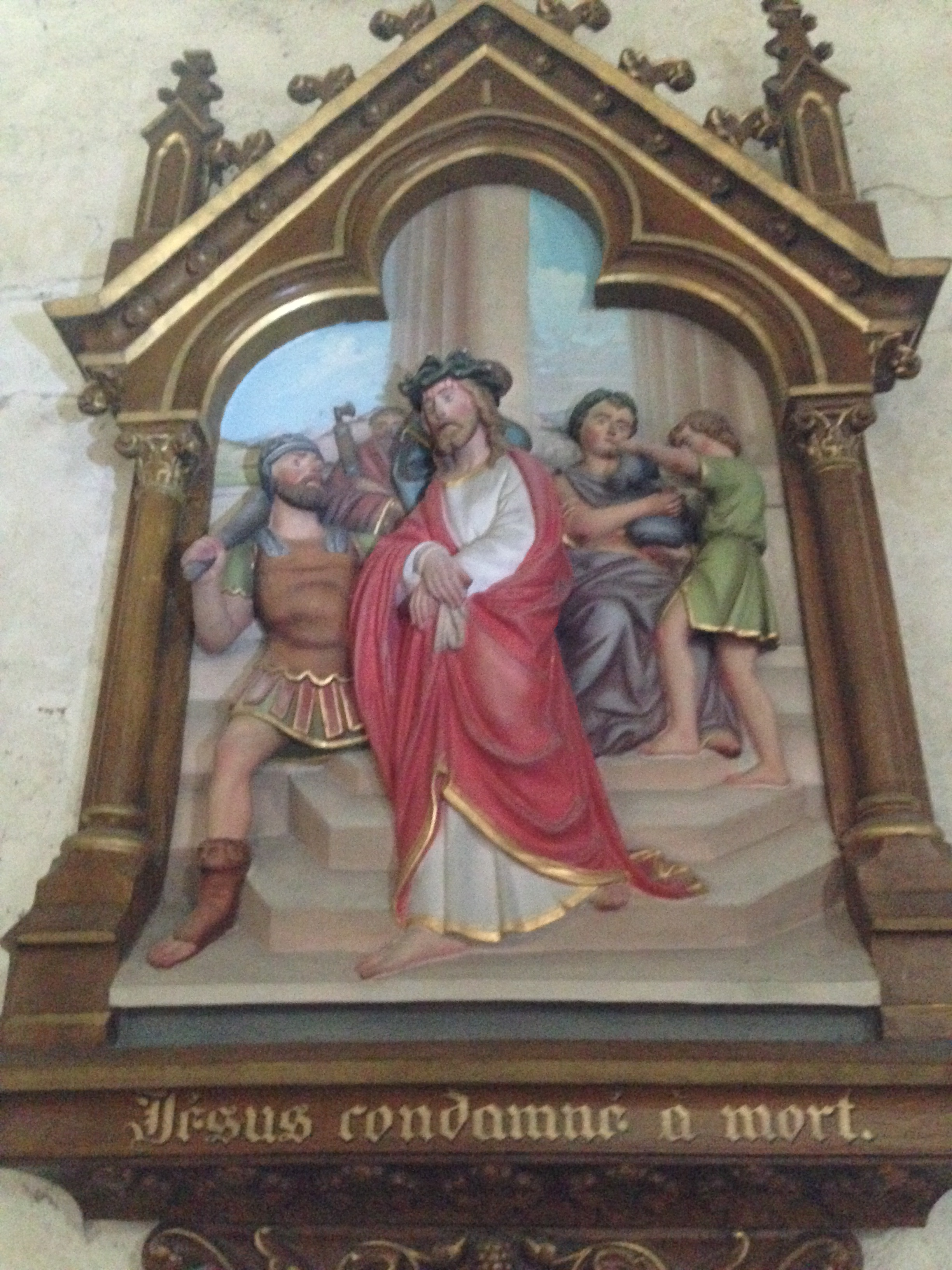
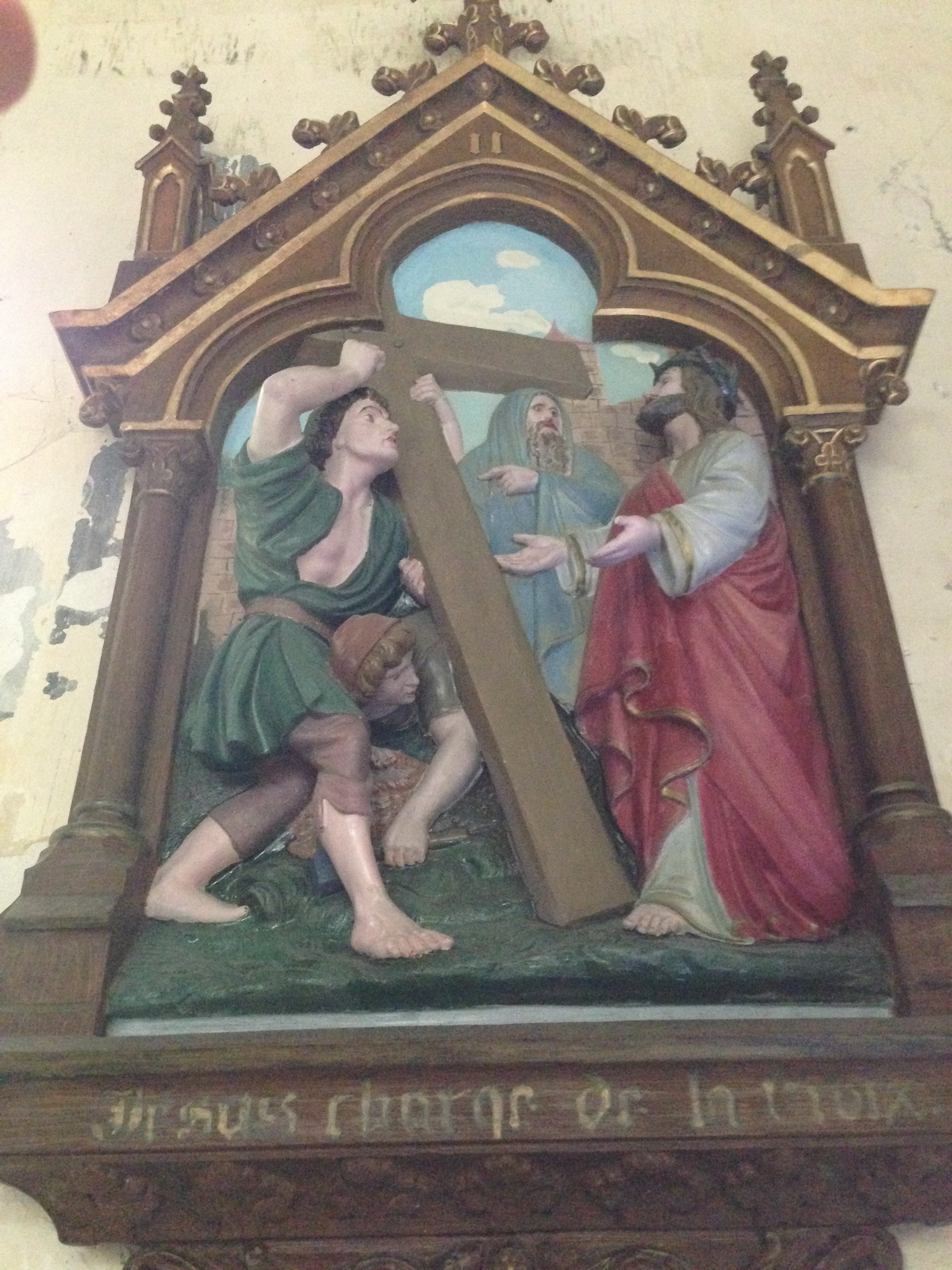
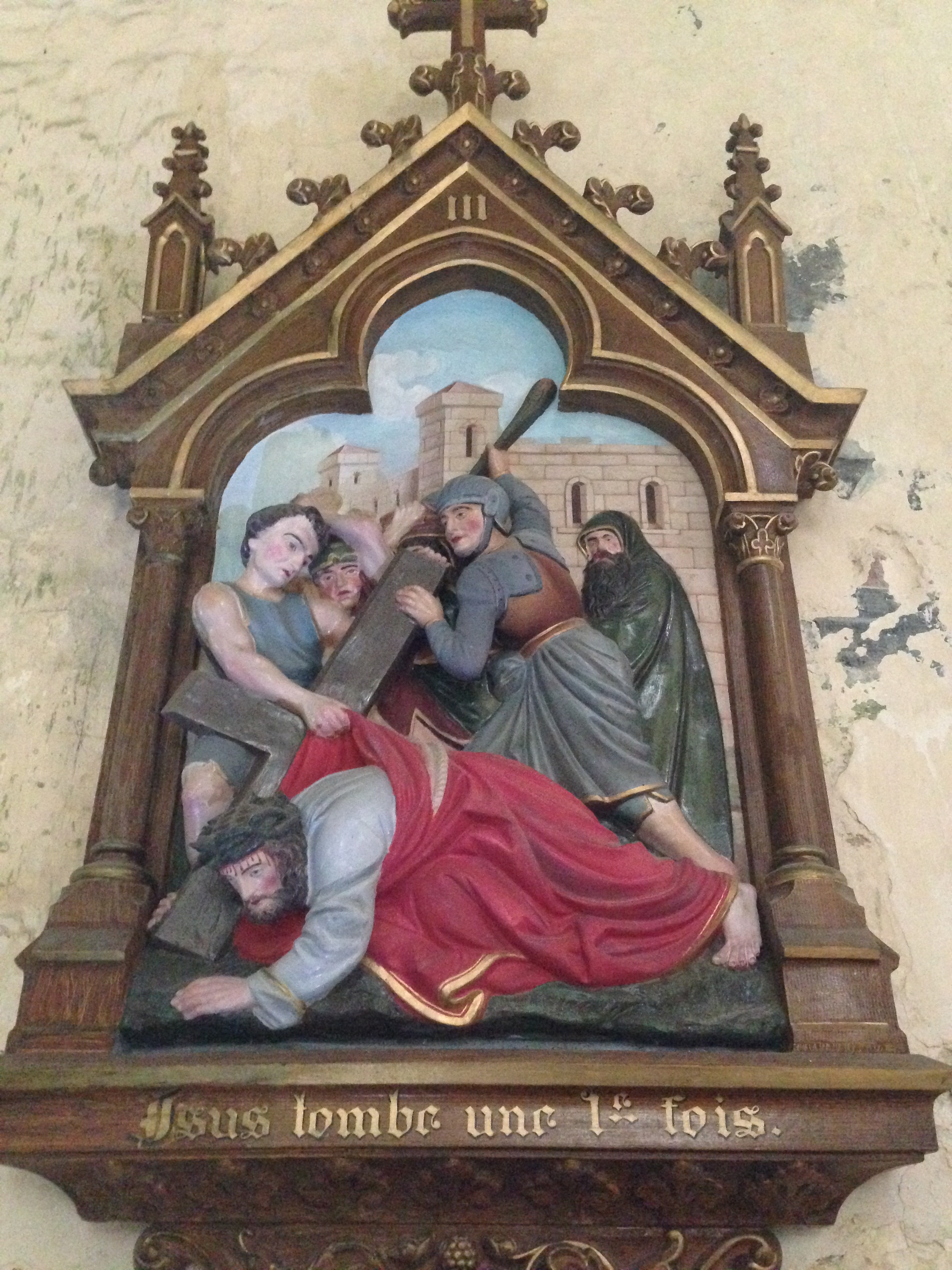
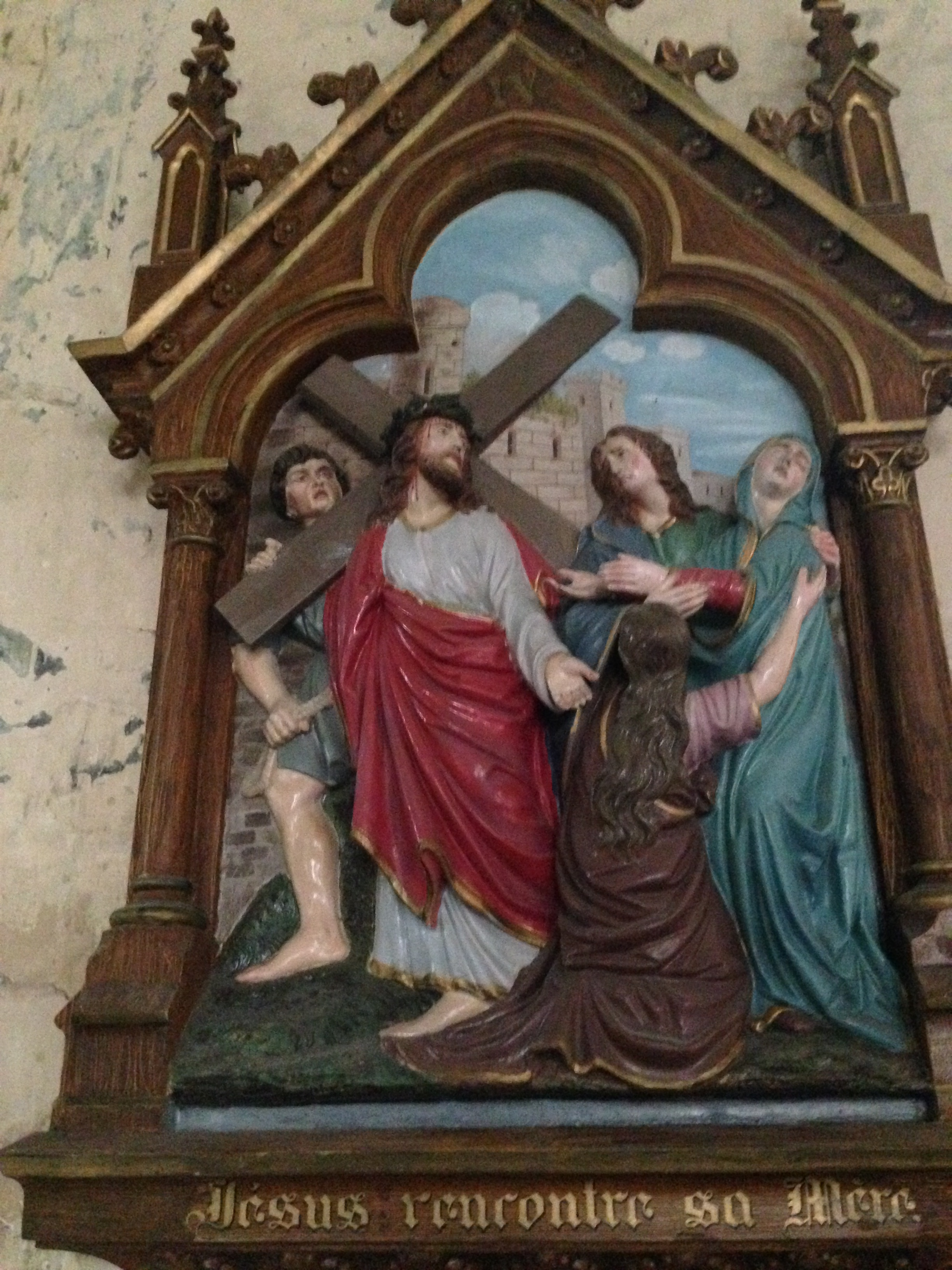
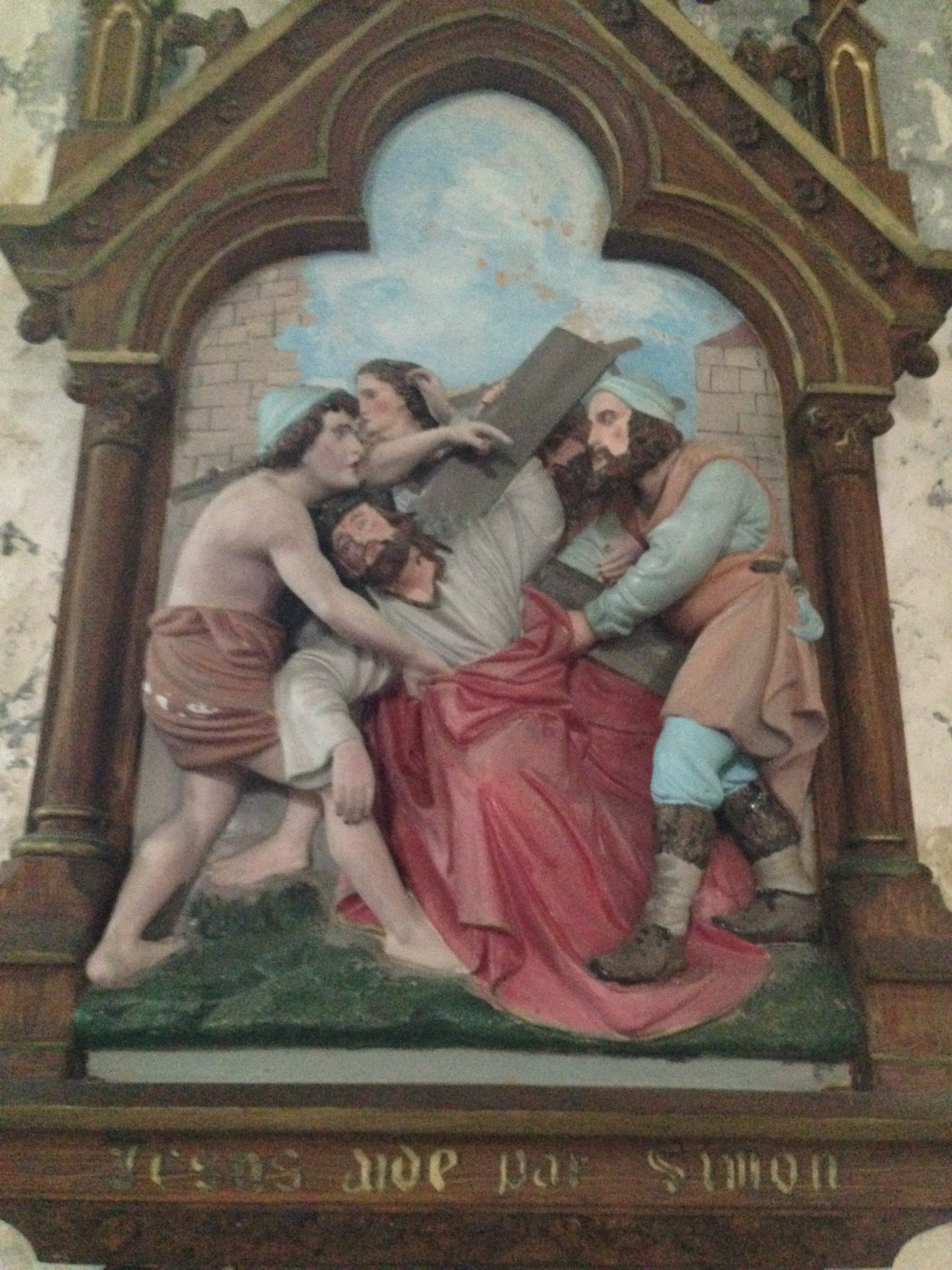
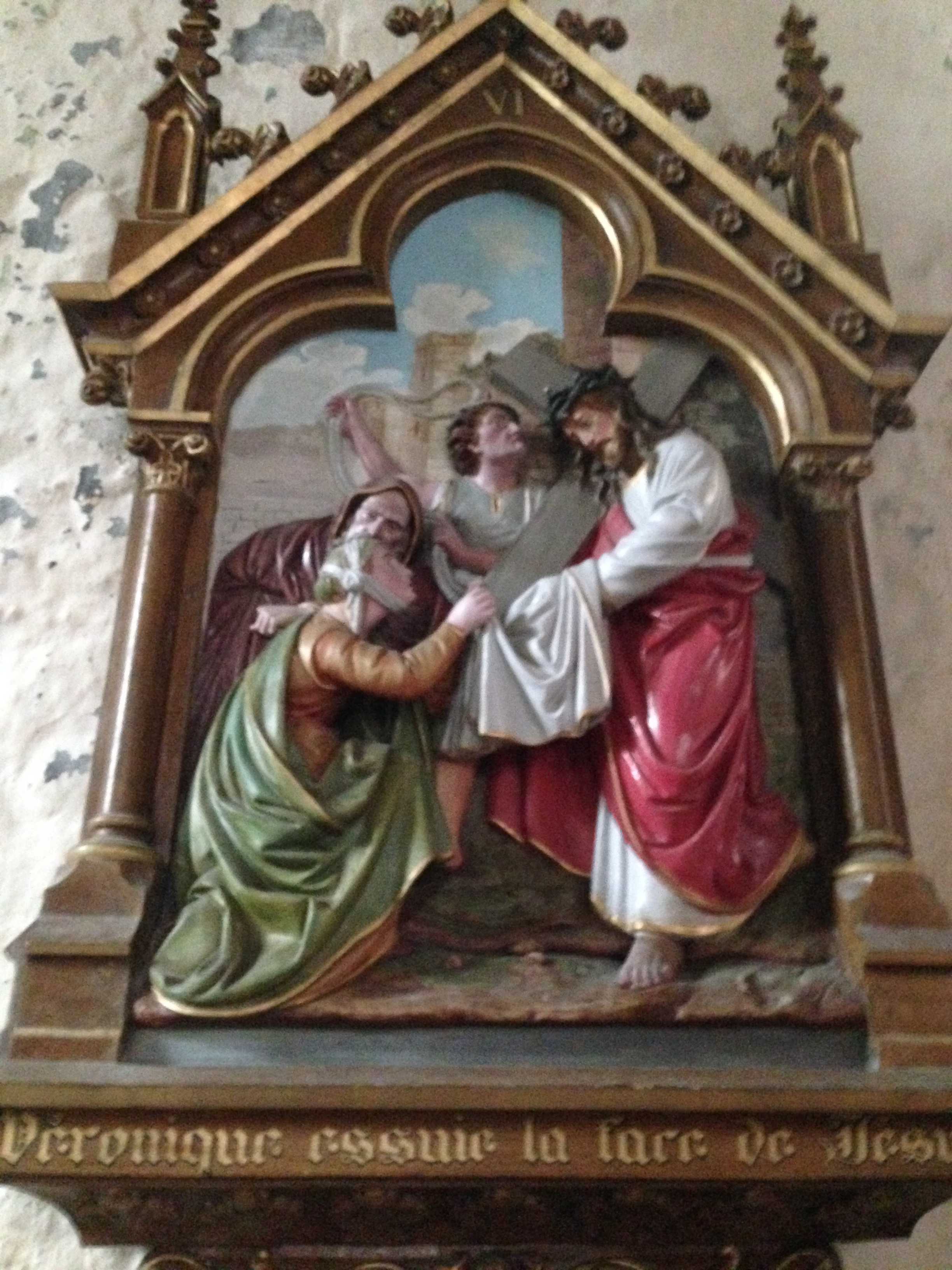
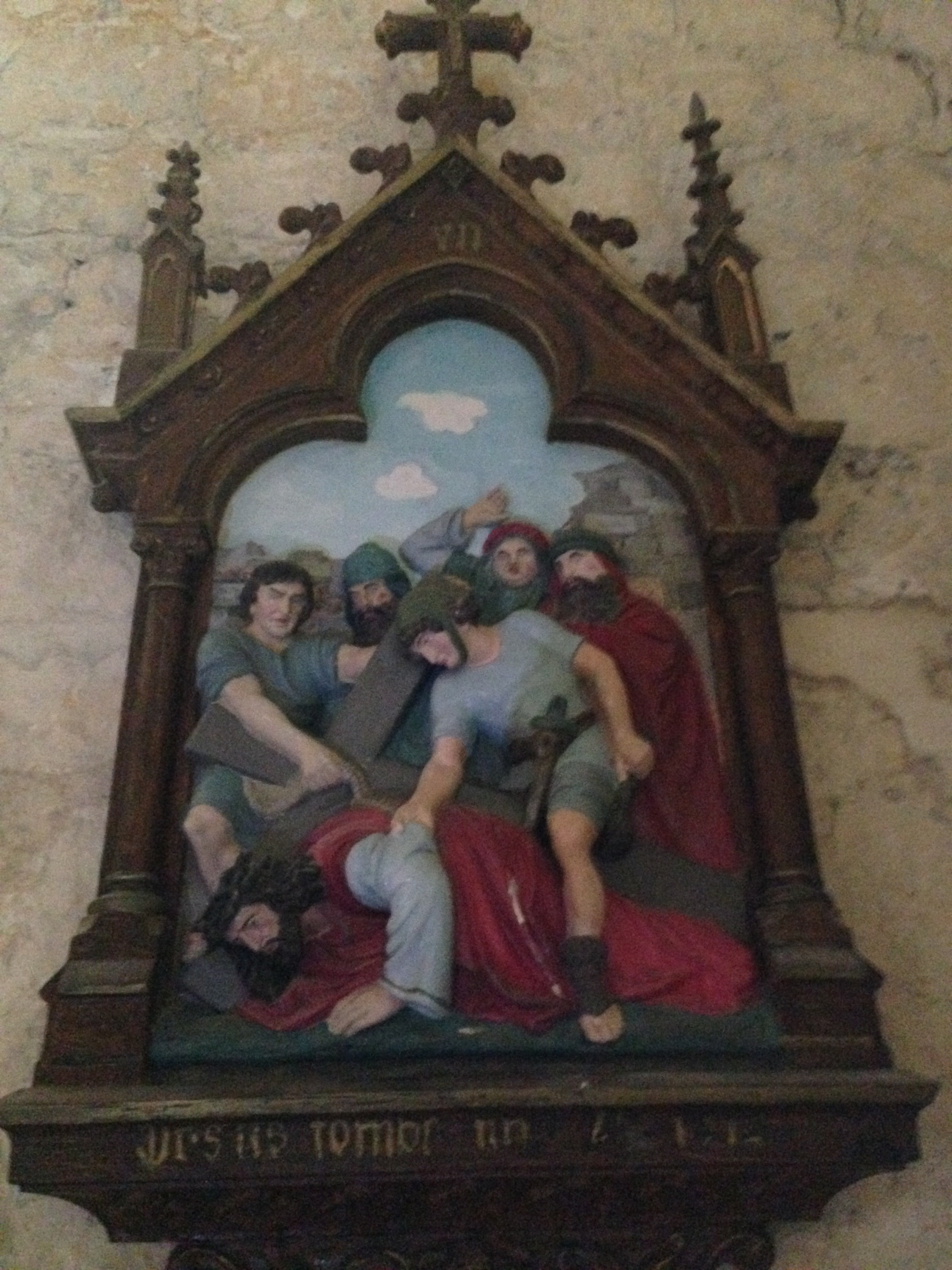
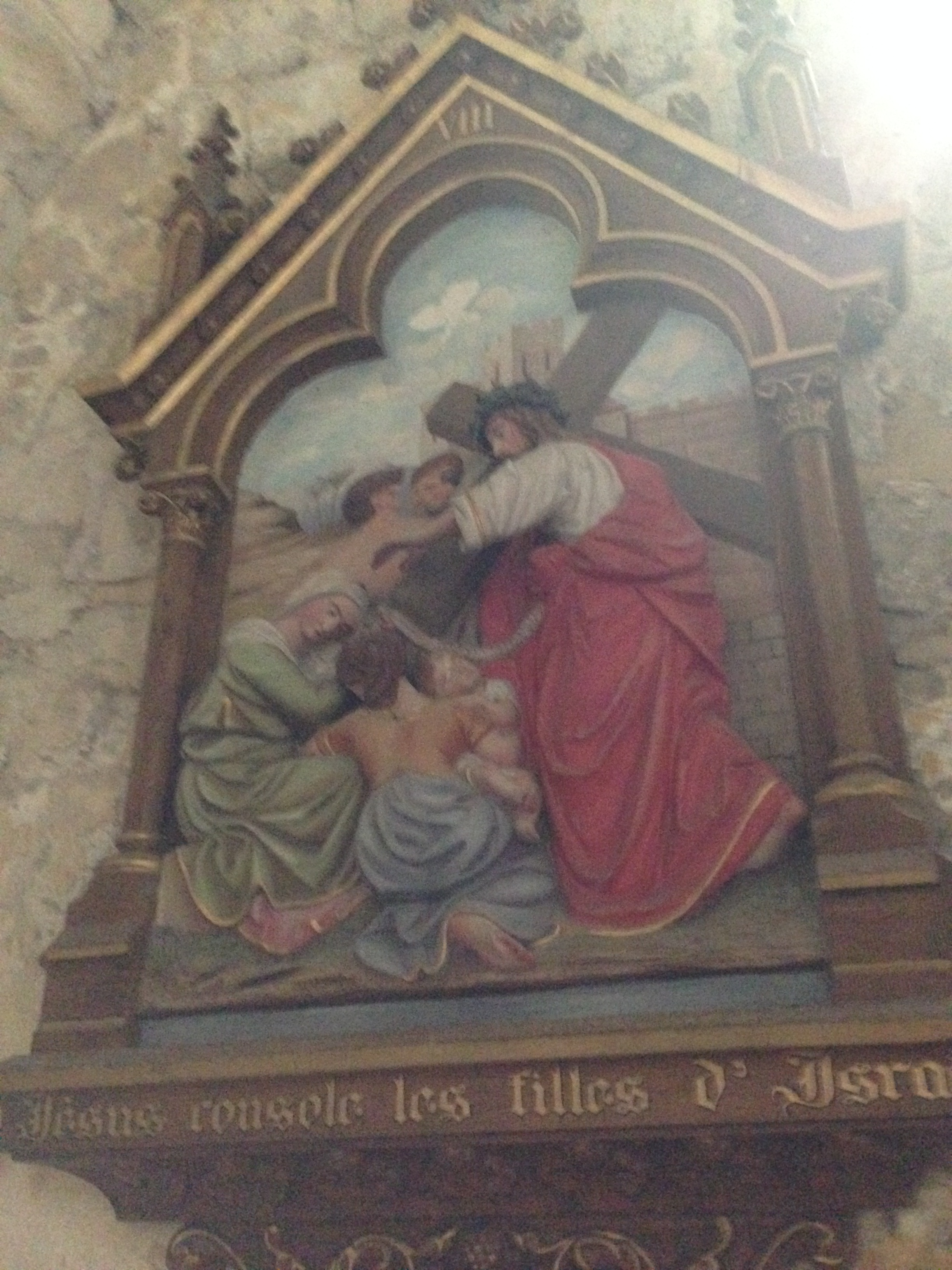
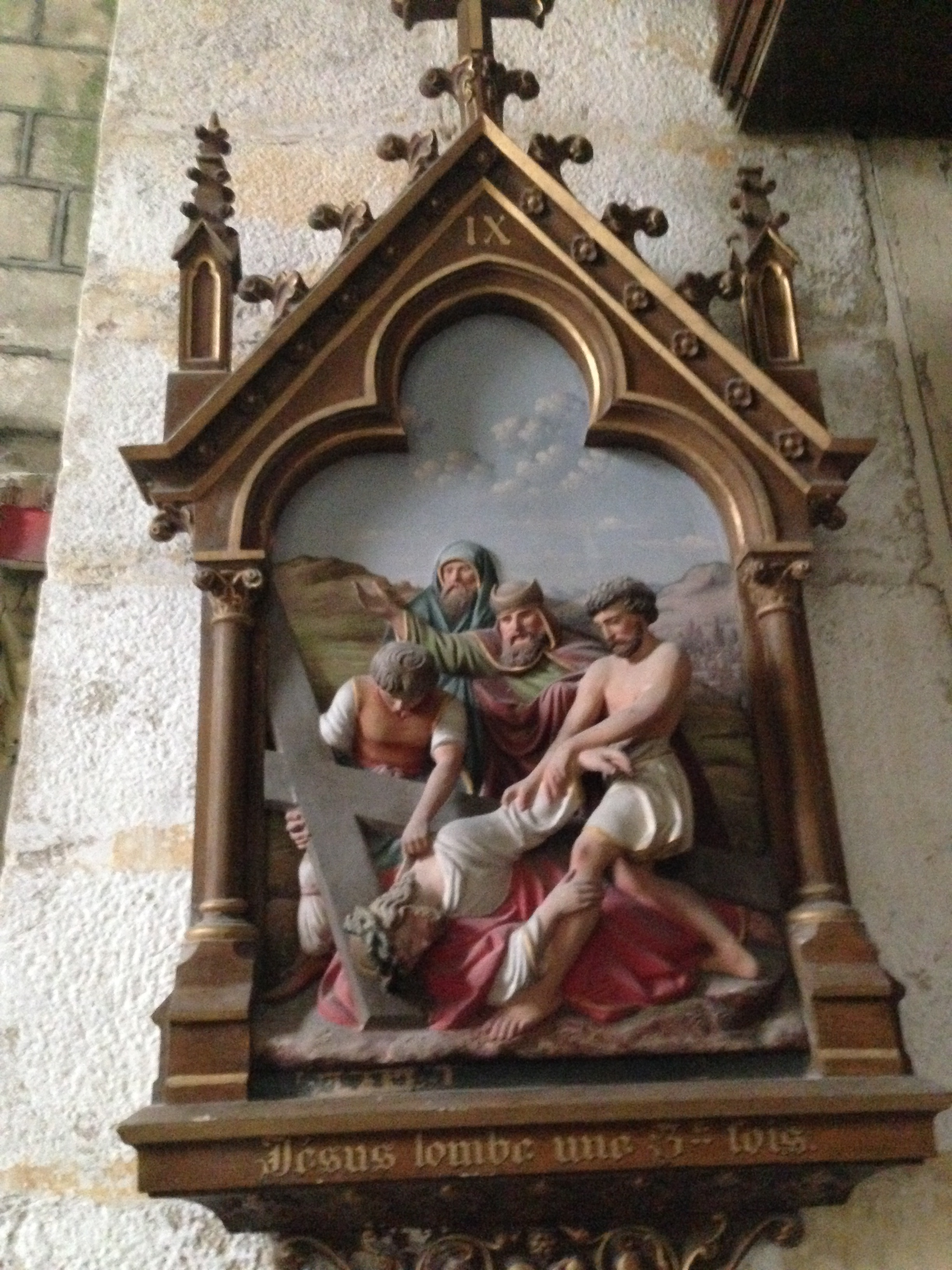
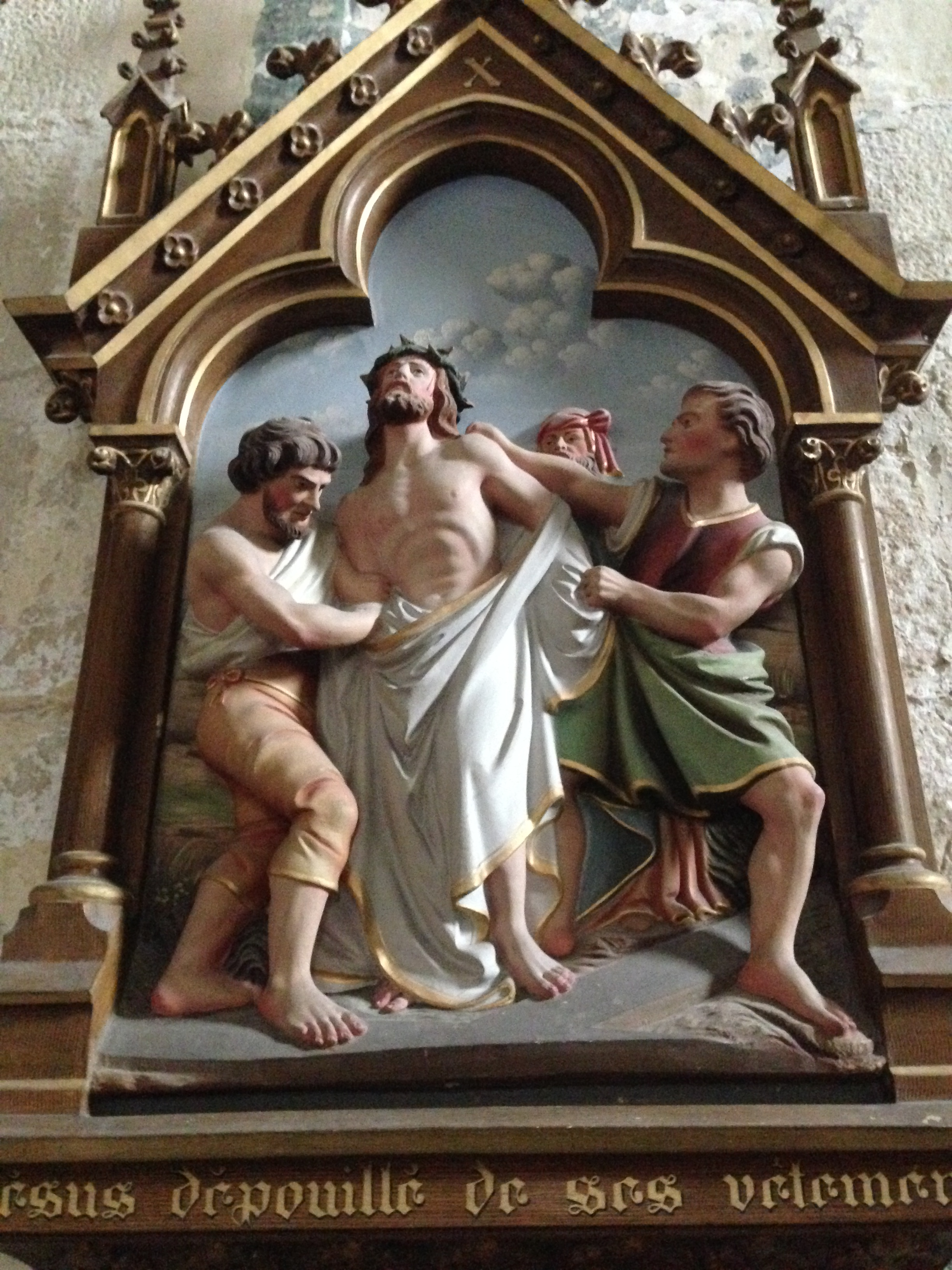
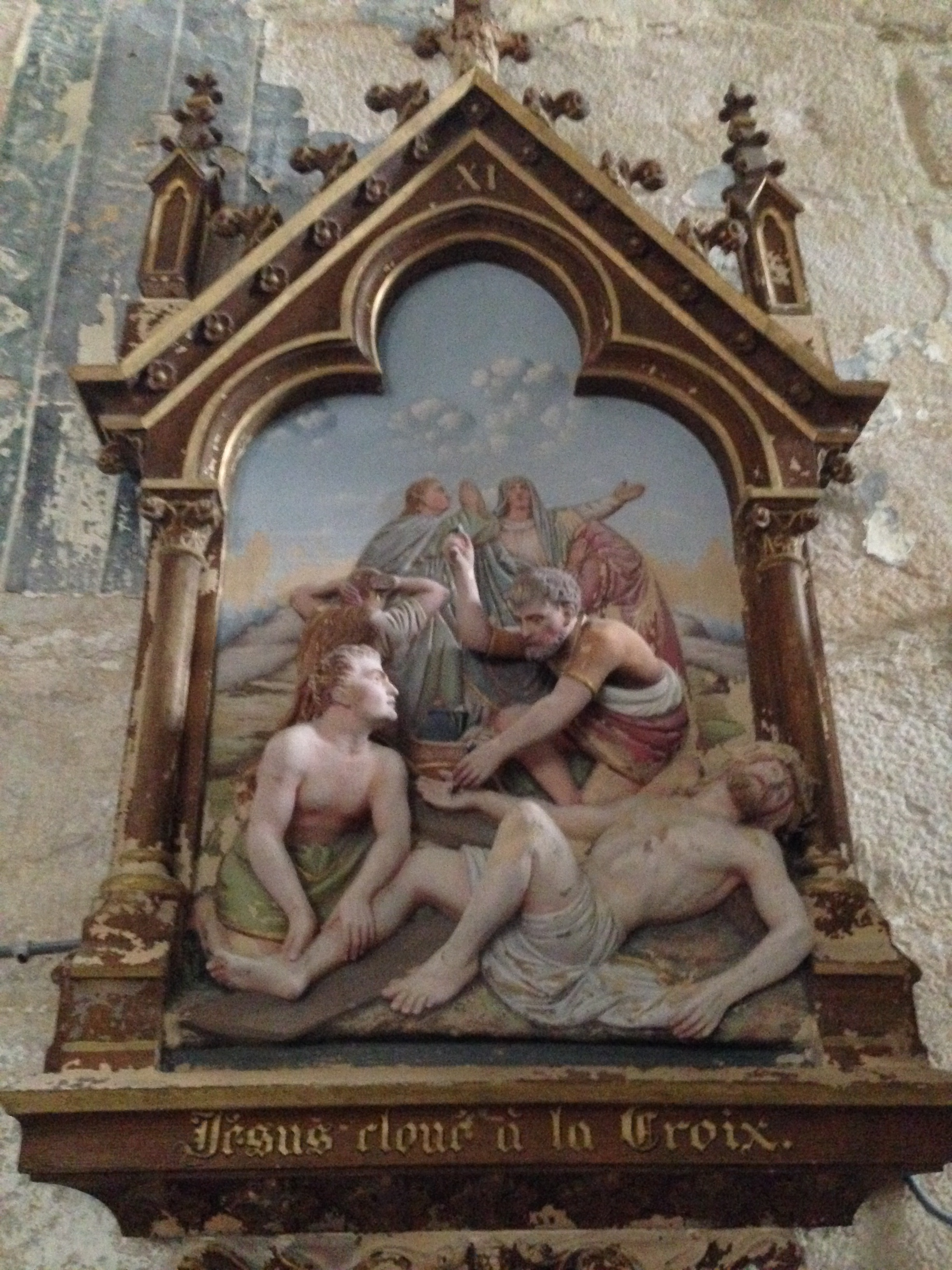
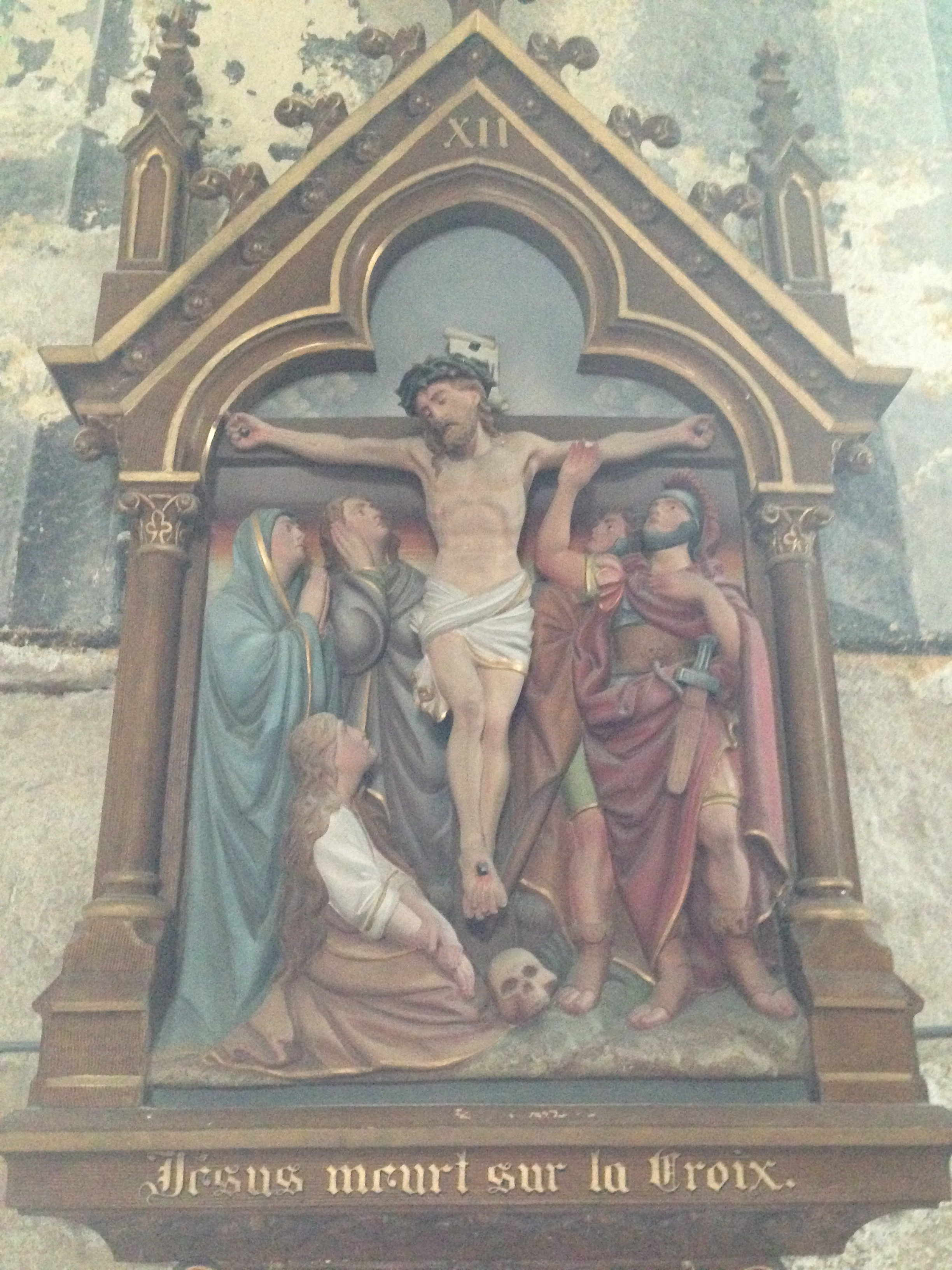
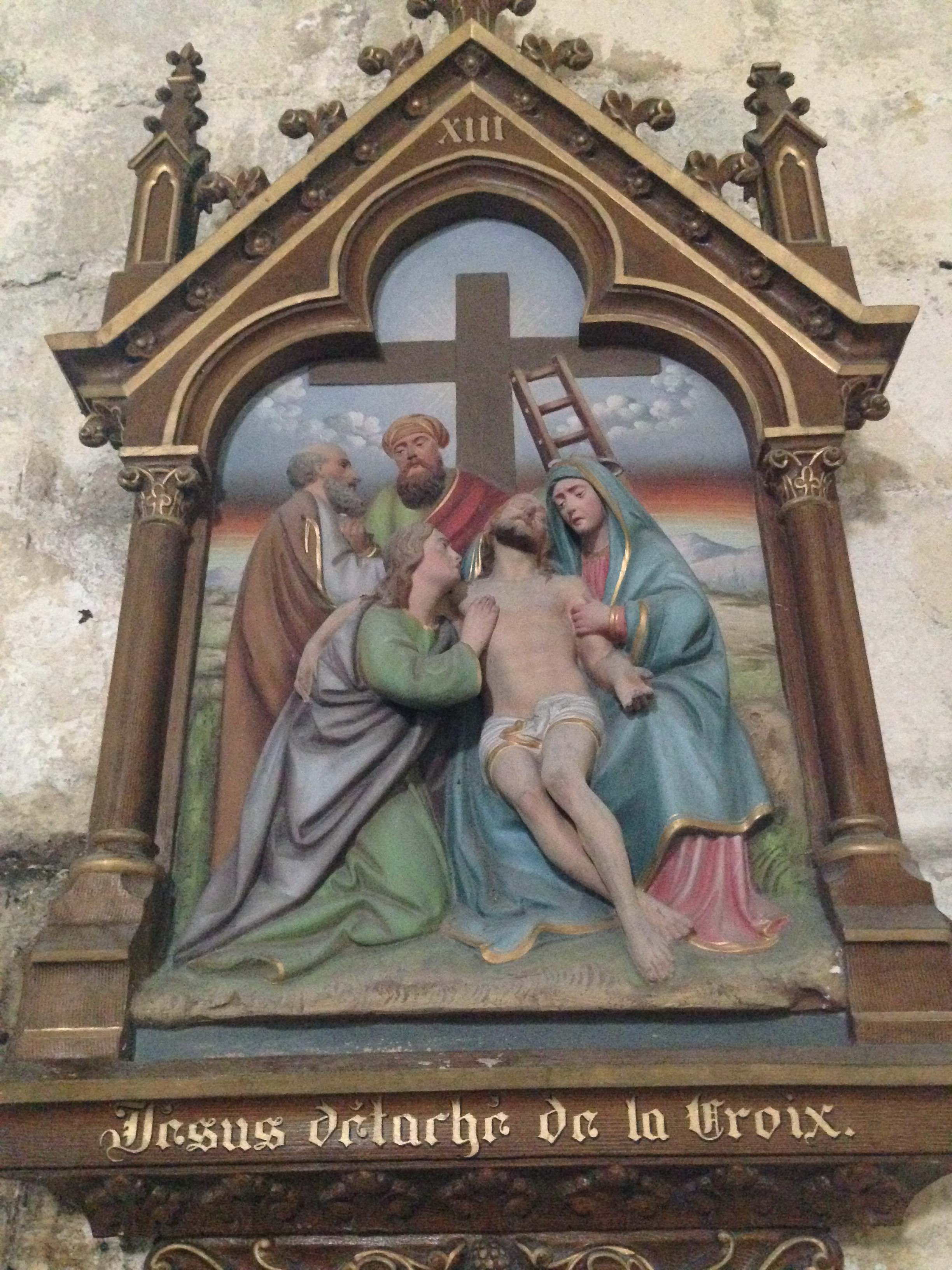

Un chemin de croix polychrome :

### Peinture
- Anonyme nordique, Le Christ parmi les docteurs (première moitié du XVIIe siècle), don du docteur Louis Michel[2].

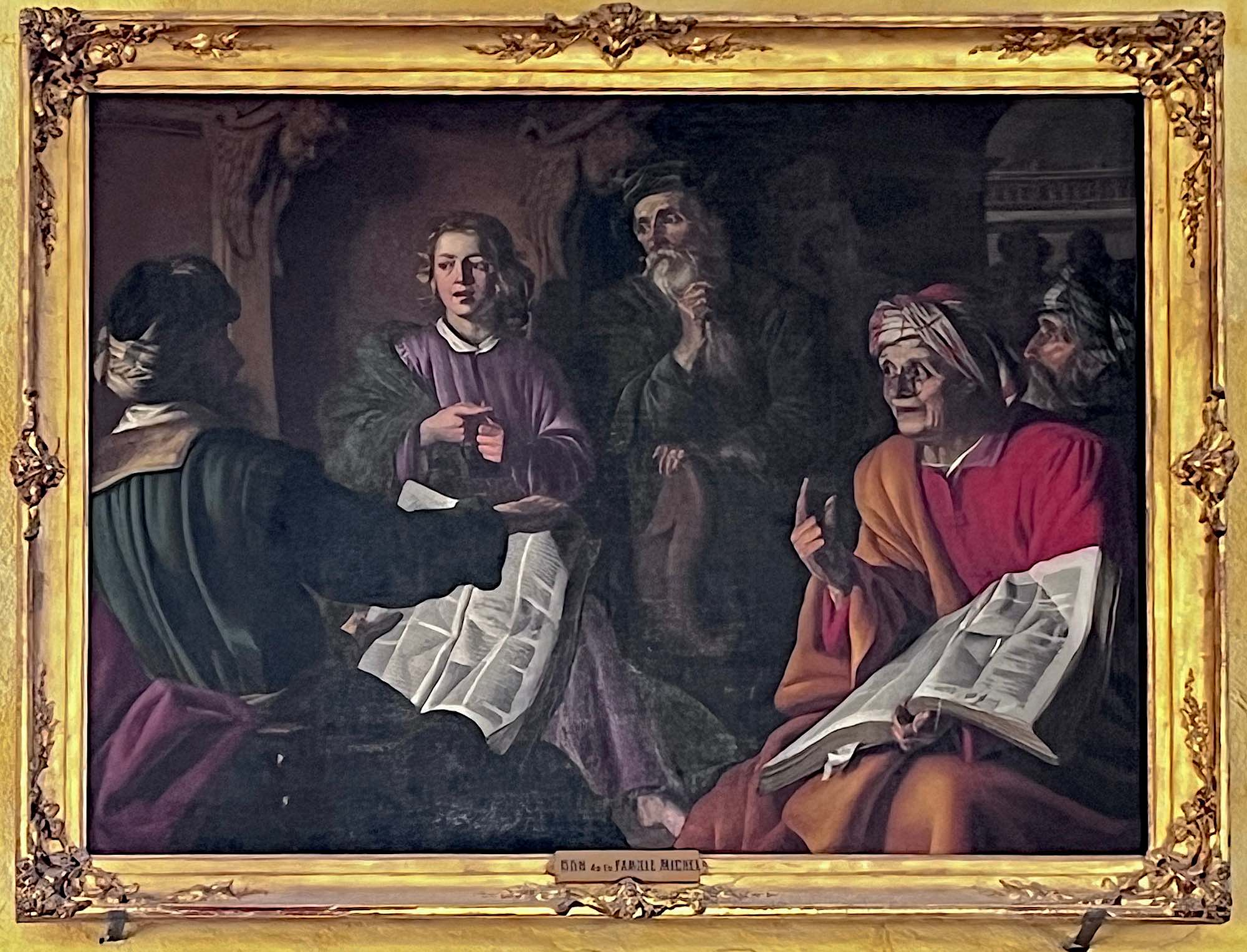
Anonyme nordique, Le Christ parmi les docteurs (première moitié du XVIIe siècle).

### Orgues
- La tribune et le buffet d'orgue sont classés à titre d'objet monuments historiques[3],[4] du facteur Guillaume Lesselier en 1628.